# تيم ليبن
تيم ليبن (بالإنجليزية: Tim Lebbon)‏‏ (1969 في لندن - ) روائي، وكاتب سيناريو، وكاتب، وكاتب خيال علمي من المملكة المتحدة.

## روابط خارجية
- تيم ليبن على موقع IMDb (الإنجليزية)
- تيم ليبن على موقع ألو سيني (الفرنسية)
- تيم ليبن على موقع ميوزك برينز (الإنجليزية)
- تيم ليبن على موقع أول موفي (الإنجليزية)
- تيم ليبن على موقع قاعدة بيانات الفيلم (الإنجليزية)
- تيم ليبن على موقع كينوبويسك (الروسية)